# 이와테현 제4구
이와테현 제4구(일본어: 岩手県第4区, いわてけんだい4く)는 일본의 중의원 선거구이다. 1994년 일본 공직선거법 개정으로 신설되었다. 2017년 이와테현 제3구로 편입되면서 폐지되었다.

## 지역
- 하나마키시
- 기타카미시
- 오슈시
- 와가군 니시와가정
- 이사와군 가네가사키정

## 역대 국회의원
| 선거          | 선거          | 의원          | 정당       |
| ------------- | ------------- | ------------- | ---------- |
|               | 1996년 제41회 | 오자와 이치로 | 신진당     |
|               | 2000년 제42회 | 오자와 이치로 | 자유당     |
|               | 2003년 제43회 | 오자와 이치로 | 민주당     |
| 2005년 제44회 |               | 오자와 이치로 | 민주당     |
| 2009년 제45회 |               | 오자와 이치로 | 민주당     |
|               | 2012년 제46회 | 오자와 이치로 | 일본미래당 |
|               | 2014년 제47회 | 오자와 이치로 | 생활의 당  |